# Angelo Barbagelata
Angelo Barbagelata (Novi Ligure, 14 settembre 1875 – Milano, 23 maggio 1960) è stato un ingegnere elettrotecnico italiano.
Dopo la seconda guerra mondiale, è stato presidente del Comitato elettrotecnico italiano. Dal 1931 al 1948 è stato inoltre Direttore dell’Istituzione Carlo Erba del Politecnico di Milano.
È stato artefice di innumerevoli metodi fisici di misura delle potenze in elettrotecnica. Osservò che, nella maggior parte dei casi, i procedimenti di misura non sono altro che la ripetizione di pochi fondamentali procedimenti. Le sue esperienze sono raccolte in Metodi fondamentali per le misure elettriche industriali del 1930. Ebbe ruoli decisivi nella impostazione della moderna trazione elettrica, diede contributi fondamentali alle misure in alternata, la maggior parte degli impianti elettrici dell’Italia Settentrionale realizzati dalla Società Breda lo vide progettista e collaudatore.
Fu membro del Consiglio Superiore dei Lavori Pubblici, del Consiglio Nazionale delle Ricerche, dell’Istituto Lombardo e dell’Accademia dei Quaranta. Fu inoltre vicepresidente d’onore della CIGRE e presidente del CdA della C.G.S. Istrumenti di misura.
Fu insignito del Premio Jona (1922) e del Premio Colombo (1930). Nel 1932 il Congresso Internazionale di Parigi lo incaricò di stendere il Rapporto generale sulle misure in AC.